# Xã Eagle Creek, Quận Gallatin, Illinois
Xã Eagle Creek (tiếng Anh: Eagle Creek Township) là một xã thuộc quận Gallatin, tiểu bang Illinois, Hoa Kỳ. Năm 2010, dân số của xã này là 187 người.